# Paulsstadt

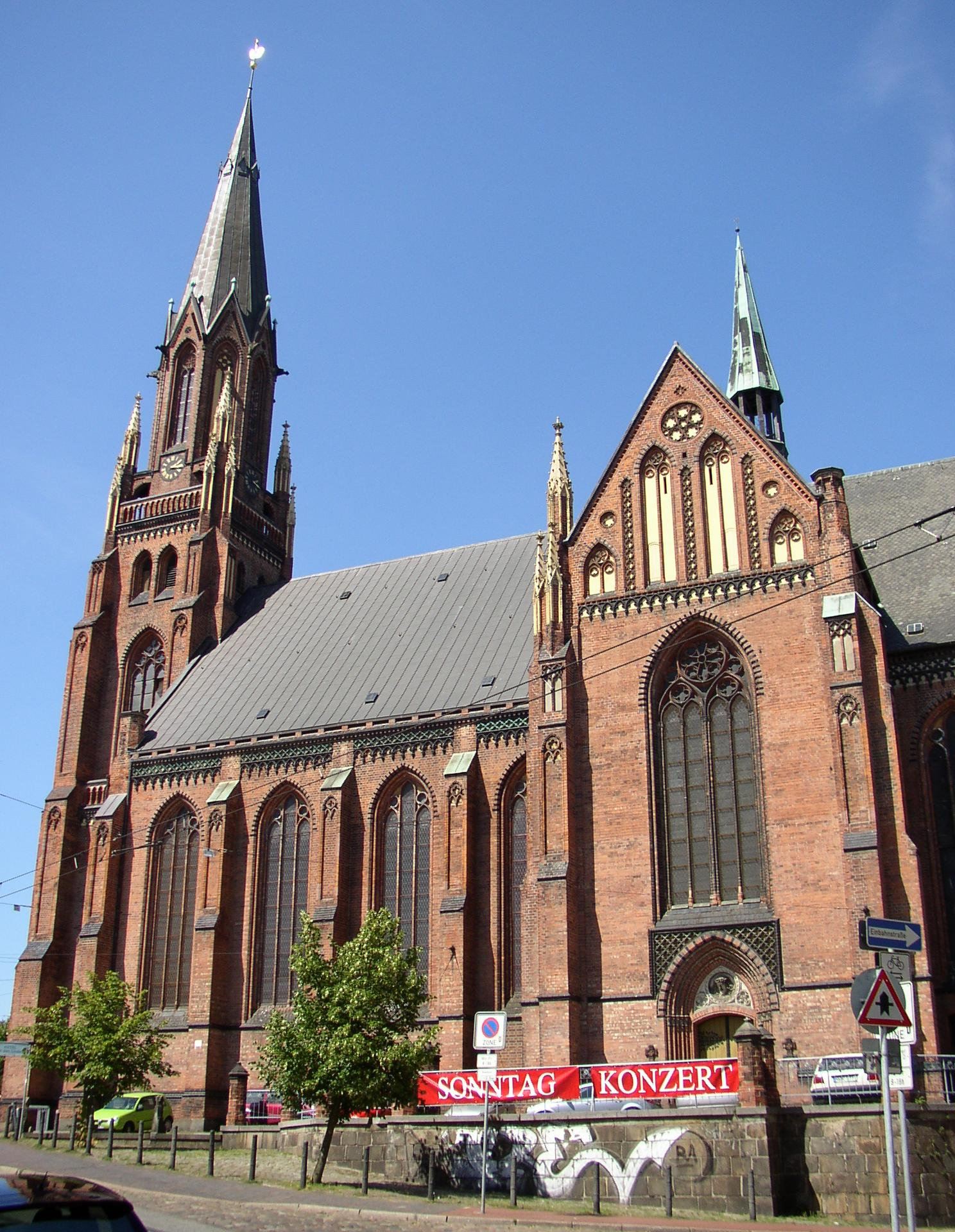
Paulskirche

Die Paulsstadt ist ein Stadtteil im Ortsteil 2 der mecklenburg-vorpommerschen Landeshauptstadt Schwerin.

## Lage
Die 96 Hektar große Paulsstadt befindet sich im Bereich zwischen Obotritenring, Alexandrinenstraße (ehemals Karl-Marx-Straße), Arsenalstraße und Eisenbahntrasse, westlich der Schweriner Altstadt, dem historischen Kern von Schwerin, und grenzt östlich an den Pfaffenteich sowie an die Stadtteile Lewenberg im Norden, Schelfstadt im Osten, Feldstadt im Süden und die Weststadt im Westen.

## Geschichte
1837 verlegte Großherzog Paul Friedrich bei seinem Regierungsantritt den herzoglichen Hof von Ludwigslust nach Schwerin. Der Großherzog bildete eine Kommission, welche die erforderliche Erweiterung der Stadt nach Süden und Westen plante. Landesbaumeister Georg Demmler legte dazu eine Studie vor, wonach die Stadt nach Westen ausgebaut werden sollte. Danach begann auch der Ausbau der Schweriner Paulsstadt. Sie führt ihren Namen nach dem Landesherren Paul Friedrich.
1838/39 wurde ein Damm am Süd- und Westufer des Pfaffenteiches aufgeschüttet. Die Alexandrinenstraße wurde aufgeschüttet und gepflastert. Ab 1839 erfolgte die Bebauung an der Wismarschen Straße und an der Arsenalstraße mit Wohnhäusern im klassizistischen Stil.
Das Arsenal am Pfaffenteich, ein militärisches Gebäude, entstand bis 1844 nach Plänen von Demmler. 1841 wurde ein Fließgraben überwölbt und dadurch die Wegeverbindung zwischen Altstadt und Paulsstadt verbessert. Eine neue, rasenbelegte Wallanlage mit Torhäusern verlief vom Ostorfer See vorbei am Friedhof über die Voßstraße zum Moltkeplatz und weiter hinter dem Bahnhof über die Schelfe zum Heidensee. 1863 fielen die Binnenzölle weg und der Wall verlor seine Funktion.
1847 entstand das erste Bahnhofsgebäude sowie die Bahnstrecke Hagenow Land–Schwerin als Anschluss an die Bahnlinie Berlin-Hamburg. 1890 wurde das heutige Empfangsgebäude des Schweriner Hauptbahnhofs nach Entwürfen von Baurat Carl Jacobi gebaut, ein Bau im Stil der Gründerzeit.
Auf dem Bahnhofsvorplatz, heute Marianne-Grunthal-Platz, befindet sich seit 1927 der Zierbrunnen Rettung in Seenot von 1910 mit Bronzeplastiken von Hugo Berwald. Auf dem Platz konzentrieren sich die Nahverkehrseinrichtungen. Vier einheitliche Wohnhäuser wurden 1847 nach Plänen Demmlers errichtet. Das InterCityHotel wurde 1972 als Hotel Stadt Schwerin erbaut. Seit 2005 erschließt ein Tunnel, der zuvor nur der Zugang zu den Bahnsteigen war, auch die rückwärtige Bahnhofsseite mit dem Gebäude der ehemaligen Großherzoglichen General-Eisenbahn-Direction der Friedrich-Franz-Eisenbahn (später Reichsbahndirektion Schwerin). Ein älterer Fußgängertunnel, der keinen Zugang zu den Bahnsteigen bot und dessen Portale noch vorhanden sind, wurde 2005 geschlossen.
Bedingt durch die Zunahme der Bevölkerung Ende der 1850er Jahre entstand auch die Paulskirche von 1863 bis 1869 nach Plänen von Baurat Theodor Krüger. Sie wurde als neugotische Kirche städteplanerisch auf eine erweiterte Anhöhe gesetzt.
Von 1883 bis 1885 entstand das neugotische Realgymnasium nach Plänen von Oberbaurat Georg Daniel ausgeführt von den Landesbaumeistern Zöllner und Raspe. Die spätere Friedensschule aus Ziegelsteinen ist 44,33 Meter lang und bis zu 24,5 Meter hoch.
Seit 1901 gibt es das Hotel Niederländischer Hof an der Wilhelmstraße (heute Straße Zum Bahnhof), das 1921 in ein umgebautes Haus Alexandrinenstraße 12/13 umzog. 1916 wurde das vom Ministerialbaurat Paul Ehmig entworfene Justizgebäude und das Gerichtsgefängnis am heutigen Demmlerplatz eingeweiht. Das Untersuchungsgefängnis wurde bis 1989 genutzt. Die Nutzung des repräsentativen Justizgebäudes änderte sich mehrfach: Nach dem Krieg übernahm 1945 der sowjetische Geheimdienst NKWD das Gebäude. Hier tagte auch das sowjetische Militärtribunal (SMT). Seit 1954 kam das Gebäude zum Ministerium für Staatssicherheit (MfS). Nach der Wende wurde das Gebäude von 1990 bis 1993 vom Justizministerium genutzt. Das Gerichtsgebäude ist danach Standort des Landgerichts Schwerin und des Amtsgerichts Schwerin.
Die Paulsstadt wurde ab 2004 in die Programme zur Städtebauförderung aufgenommen. Auf der Grundlage des städtebaulichen Entwicklungskonzeptes Östliche Paulsstadt sollen Maßnahmen zur Verbesserung und Aufwertung des öffentlichen Raumes sowie zur Reduzierung des Leerstandes von Gebäuden durchgeführt werden. 2006 wurde für die westlichen Teile des Stadtteils das Sanierungsgebiet Paulsstadt beschlossen.

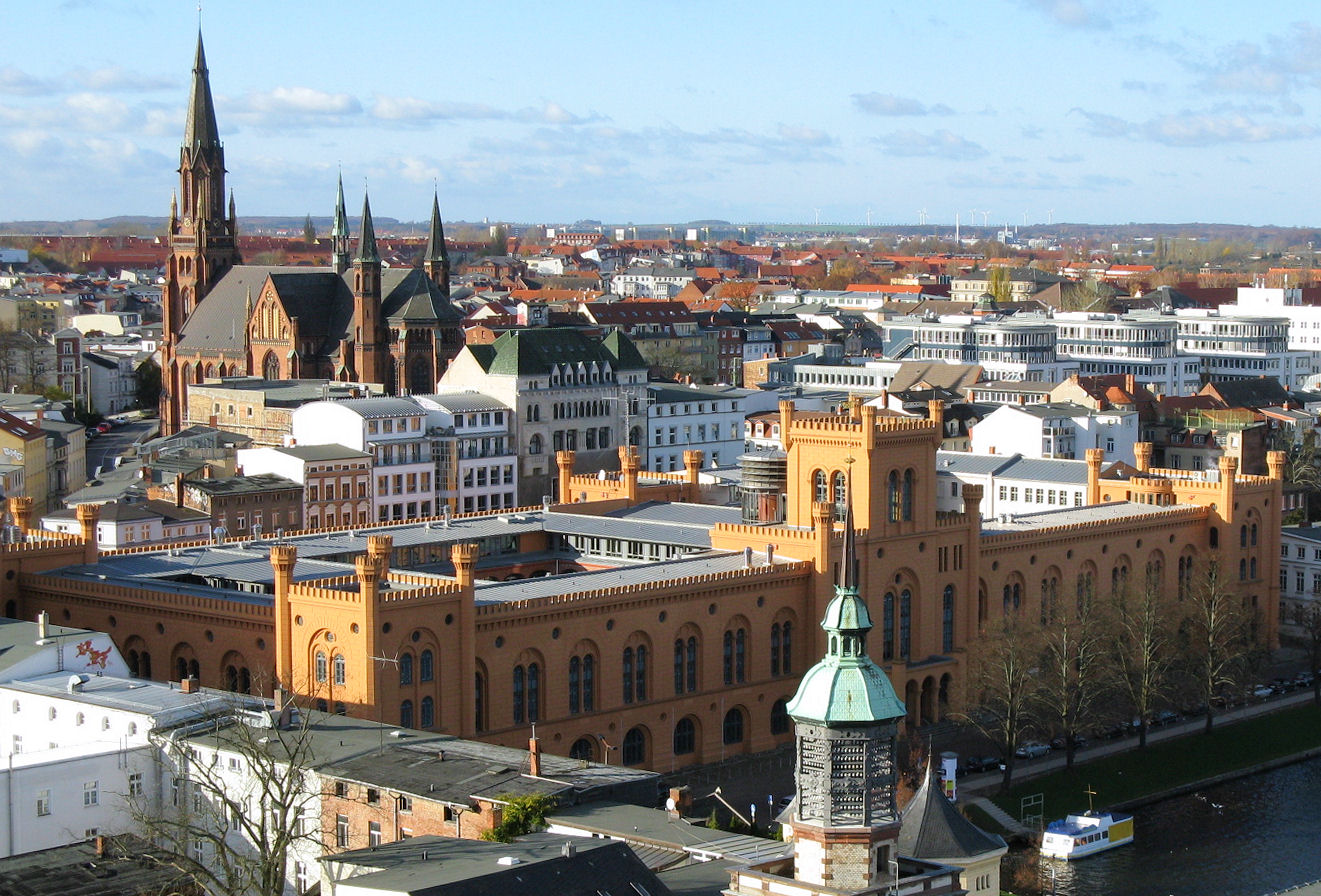
Paulsstadt, Arsenal und Paulskirche
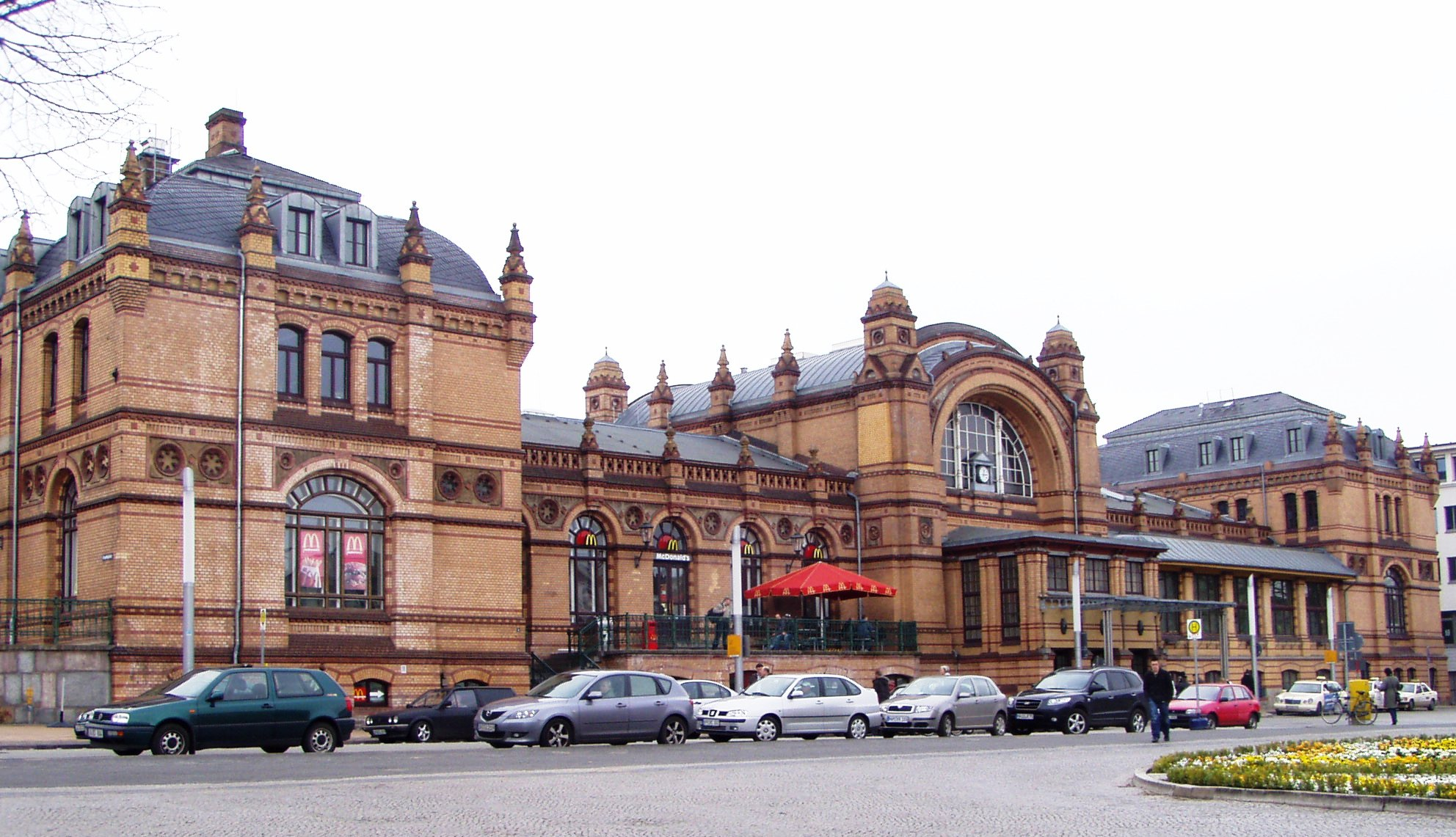
Hauptbahnhof
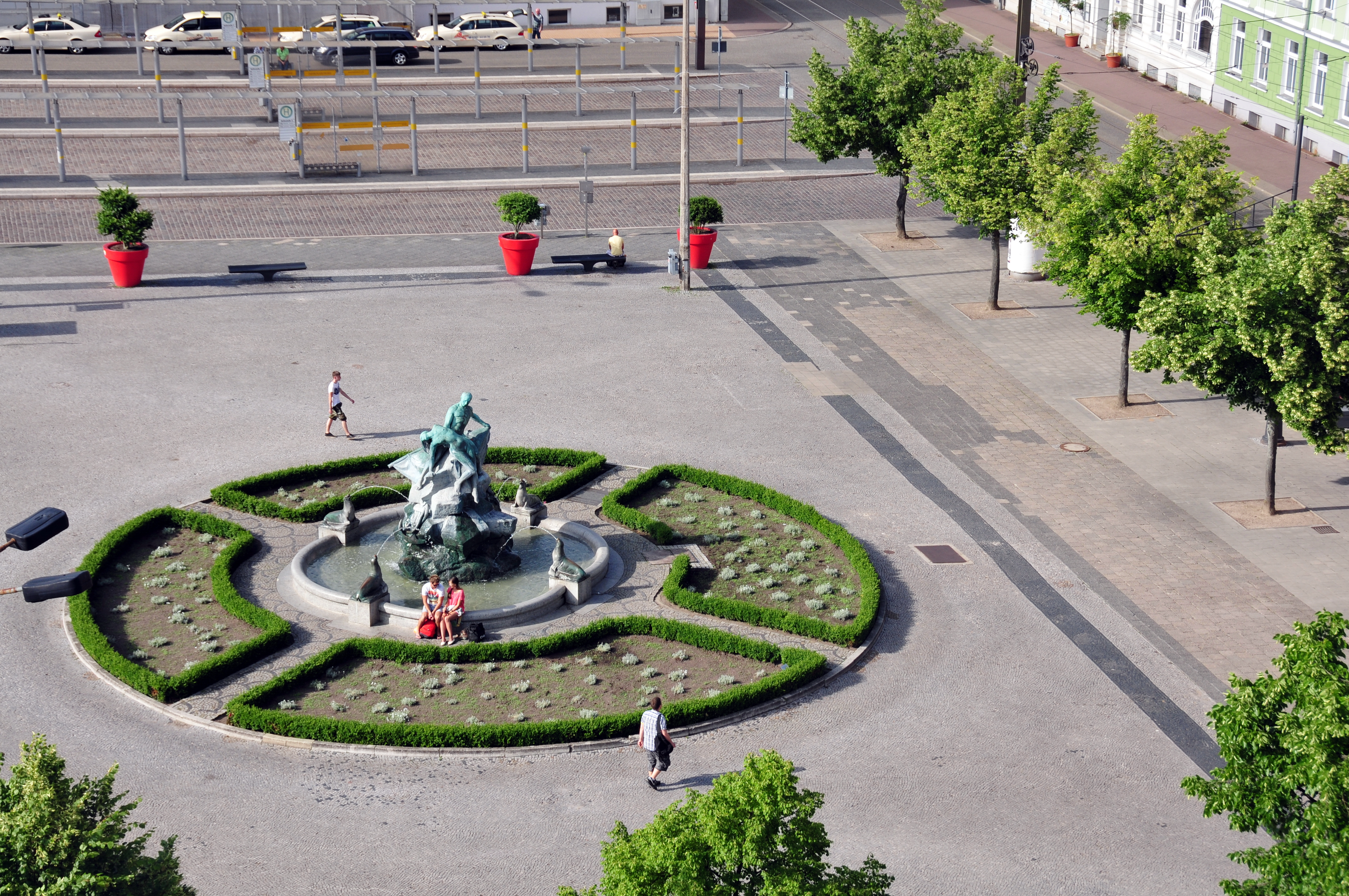
Seenotbrunnen am Hauptbahnhof
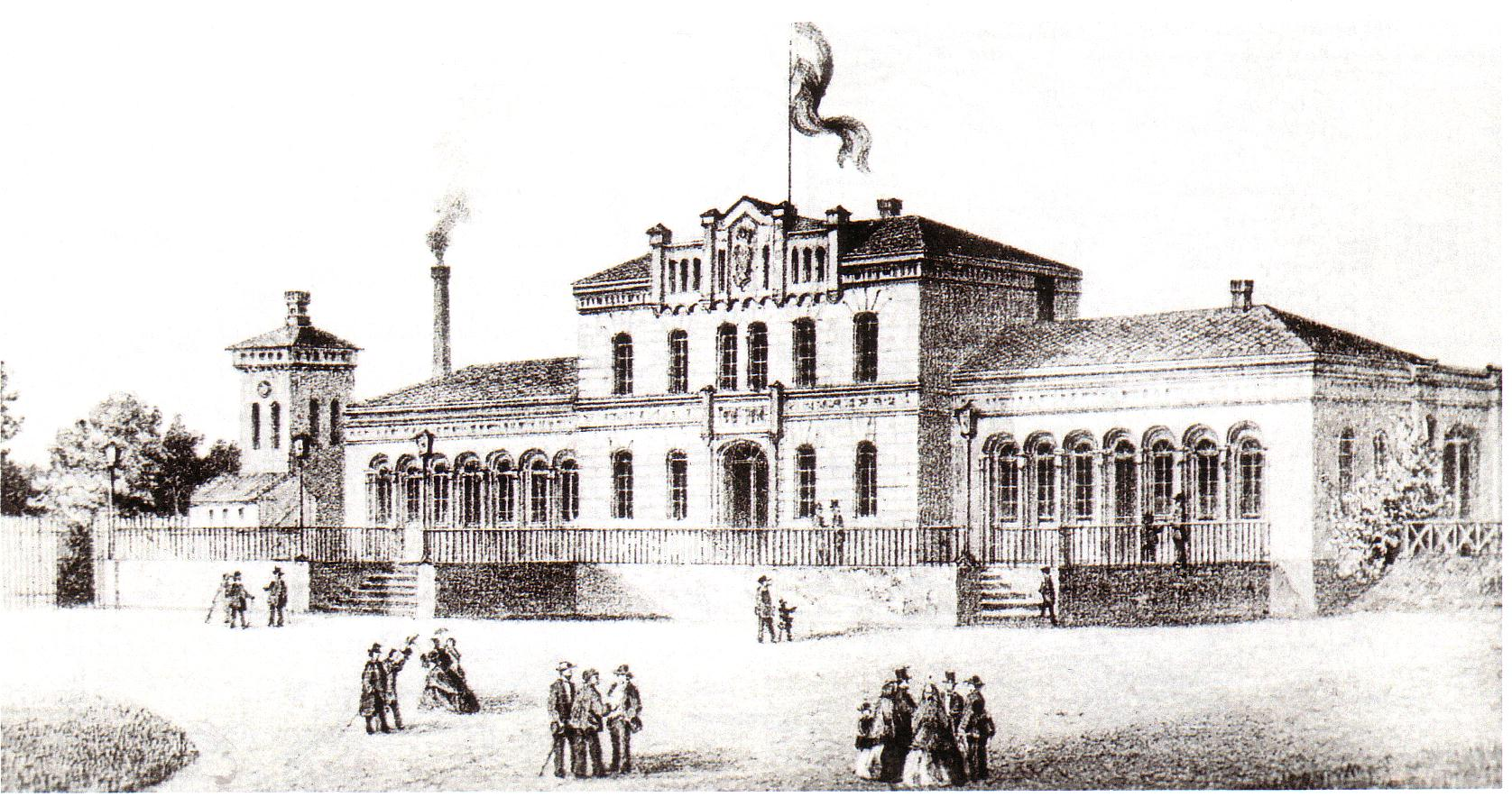
Hauptbahnhof von 1847
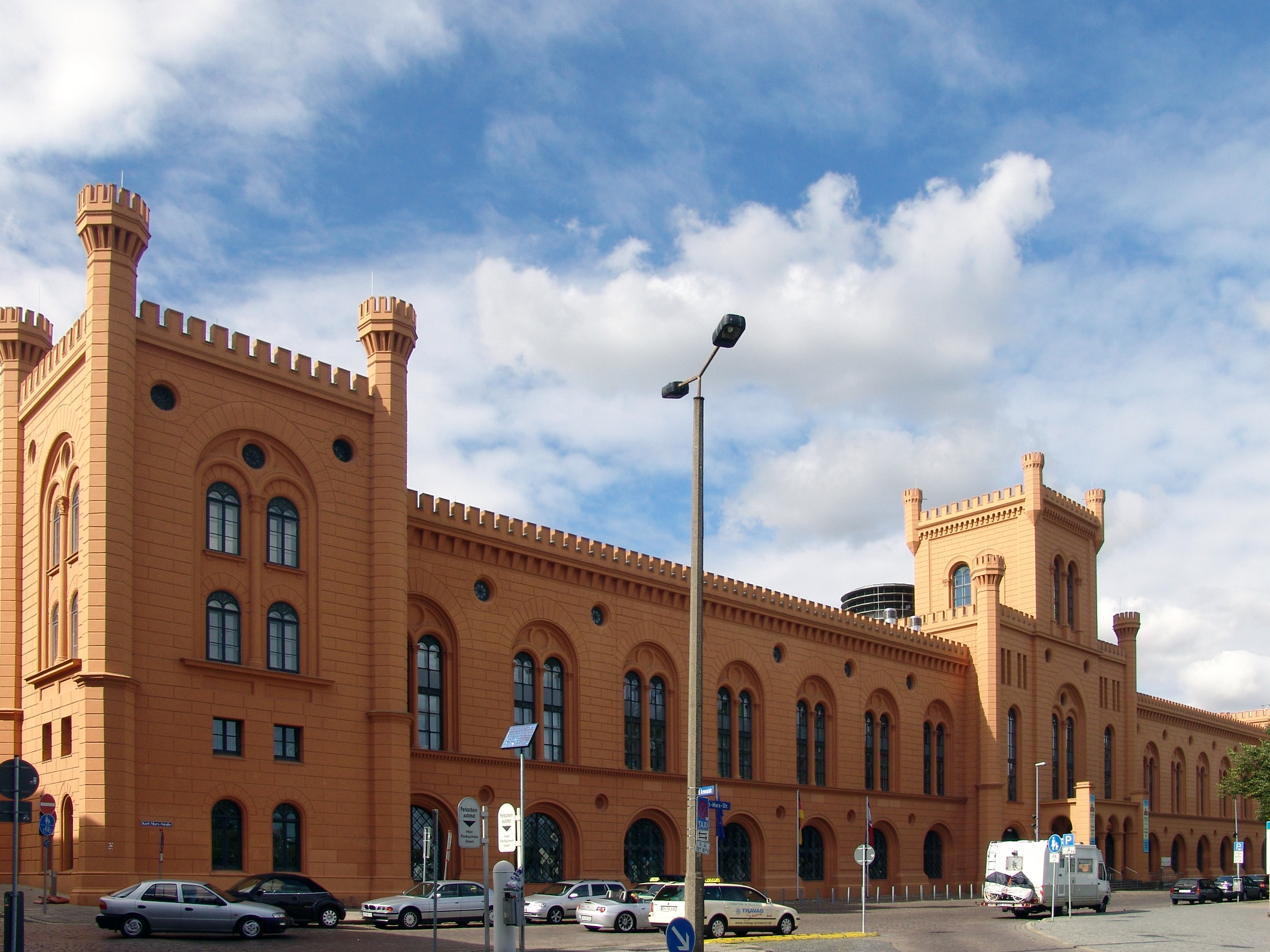
Arsenal am Pfaffenteich
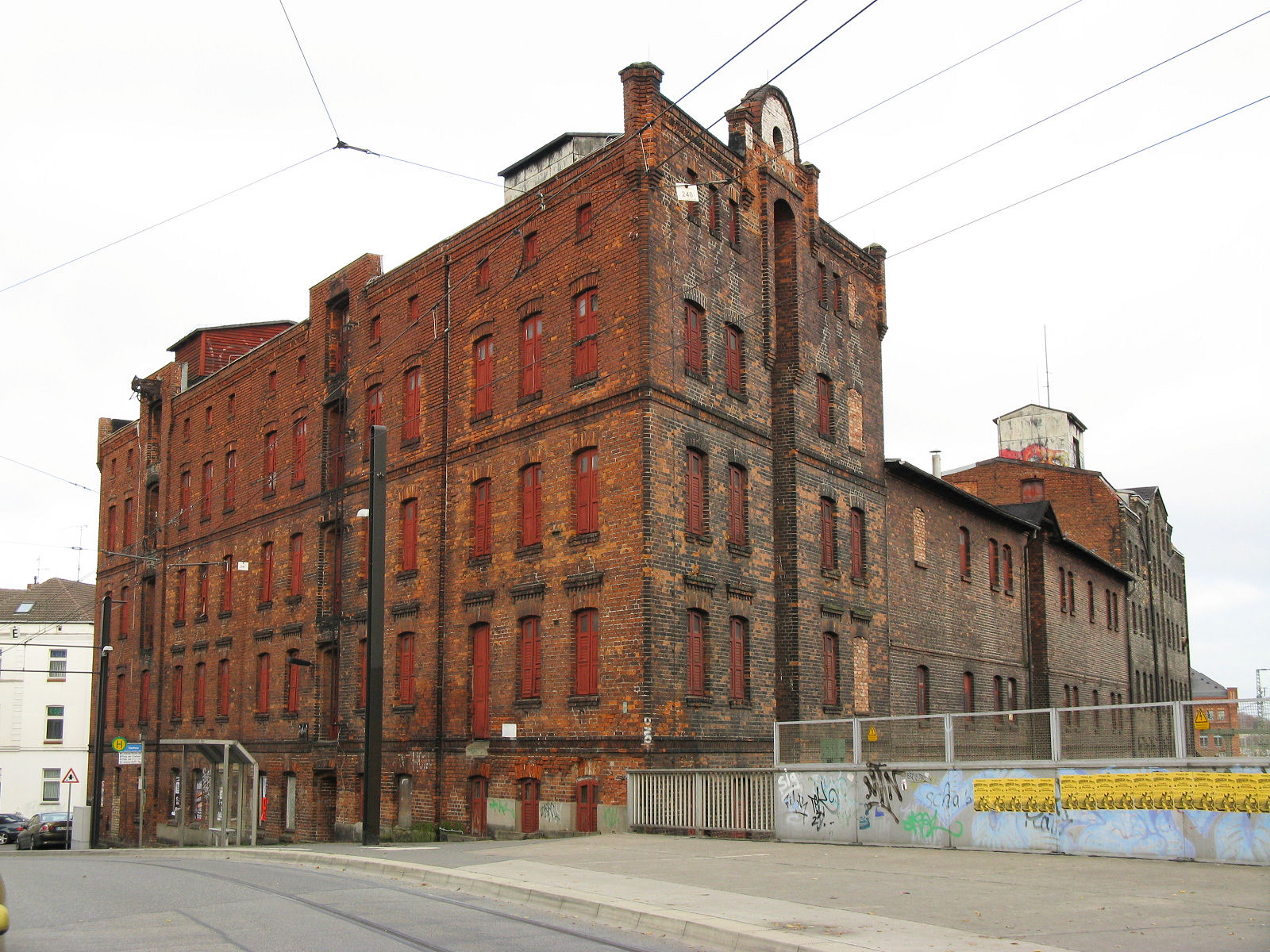
Speicher

## Politik
Die Paulsstadt ist im Ortsbeirat Altstadt, Feldstadt, Paulsstadt, Lewenberg vertreten, der sein Büro im Stadthaus Am Packhof 2–6 hat. Von den neun Beiratsmitgliedern sind je zwei von der CDU-Fraktion, der SPD-Fraktion und der Fraktion der Linken und jeweils einer von der Fraktion Bündnis 90/Grüne, der Fraktion ZG AfD und der der Fraktion Unabhängige Bürger entsandt.

## Sehenswürdigkeiten und Infrastruktur

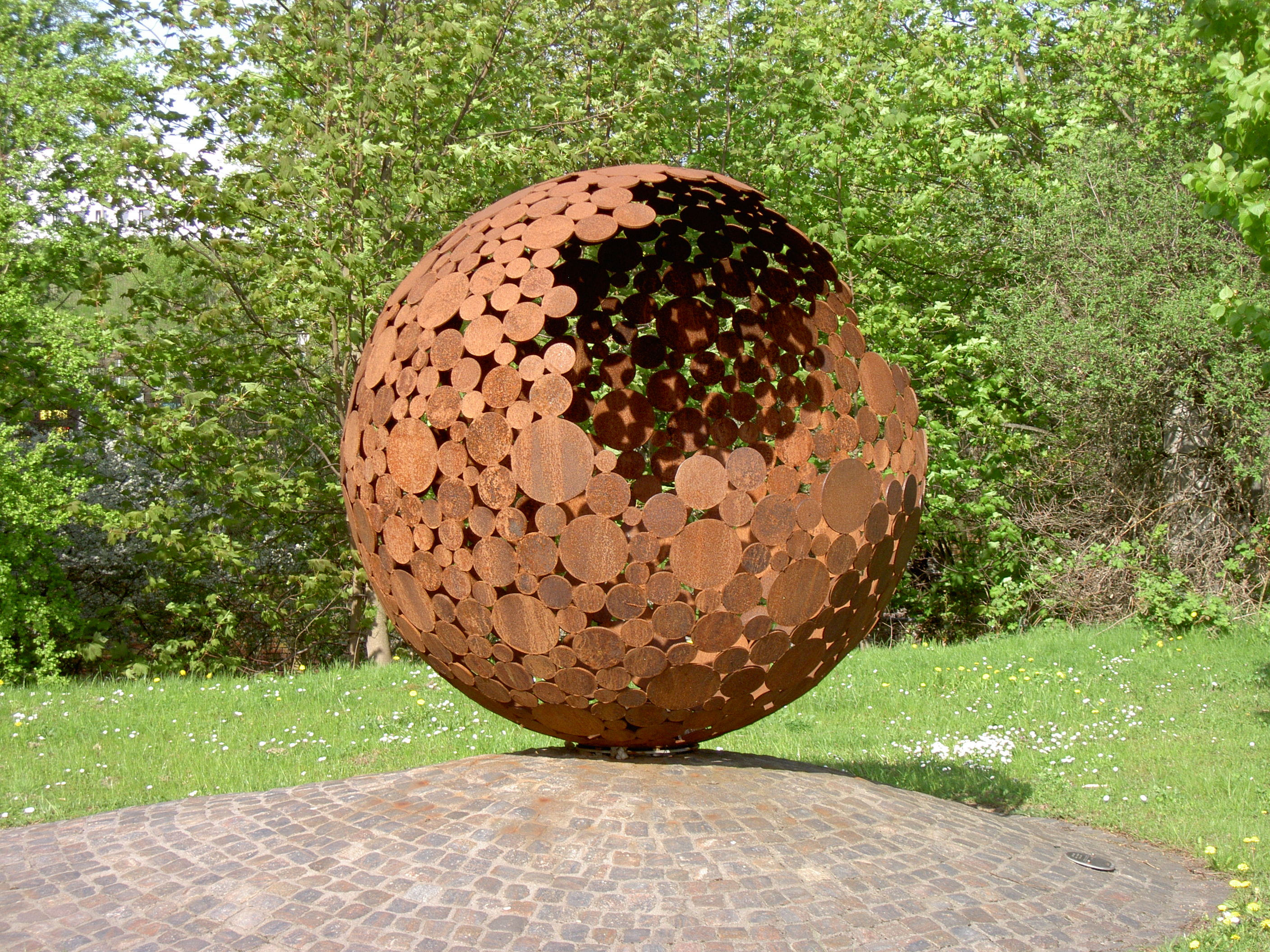
Skulptur: Die Gebrochene von Thomas Lehnigk

### Bauwerke, Denkmäler
- Das Arsenal am Pfaffenteich von 1844 nach Plänen von Demmler ist seit 1990 Sitz des Innenministeriums.
- Die Paulskirche stammt von 1869.
- Der Schweriner Hauptbahnhof von 1889/90 wurde nach Plänen von Carl Jacobi gebaut.
- Das Gebäude der ehemaligen Großherzoglichen General-Eisenbahn-Direction (später Reichsbahndirektion Schwerin) aus der Gründerzeit steht an der Rückseite des Bahnhofs.
- Das Gerichtsgebäude, Demmlerplatz 1/2, wurde von 1914 bis 1916 nach Plänen vom Paul Ehmig gebaut.
- Das Stadthaus der Stadtverwaltung Schwerin, Am Packhof, wurde in den 1990er Jahren errichtet.
- Das Großherzogliche Amtshaus von 1845 nach Plänen von Ludwig Bartning
- Der Alte Friedhof mit der Demmlerkapelle, Obotritenring 247, liegt an der westlichen Grenze des Stadtteils.
- Der Friedhof der Opfer des Faschismus ist als Ehrenfriedhof Gedenkstätte und Zeugnis des Umgangs mit der NS-Vergangenheit in der DDR.
- Der Paulsstadt Speicher an der Dr.-Külz-Straße
- Die Gebrochene ist eine Skulptur von Thomas Lehnigk, die seit 2009 auf dem Bürgermeister-Bade-Platz steht. Die stählerne Kugel symbolisiert die Erde, mit der schonend umzugehen sei.

### Schulen
- Die Friedensschule ist eine Grundschule an der Friedensstraße.
- Die Fritz-Reuter-Schule ist eine Grundschule an der Voßstraße.
- Die Erich-Weinert-Schule ist eine Regionalschule an der Rudolf-Breitscheid-Straße.
- Die Berufliche Schule Wirtschaft und Verwaltung steht am Obotritenring 50.

### Kindergärten
- Schwerin unterhält die Kita Pumuckl, Breitscheid-Str. 15 a.

## Verkehr
Durch die Paulsstadt führen die Schweriner Straßenbahnlinien
- 1:  Kliniken – Hauptbahnhof – Marienplatz – Hegelstraße
- 2:  Lankow – Siedlung – Platz der Freiheit – Marienplatz – Hegelstraße
- 4:  Platz der Freiheit – Marienplatz – Neu Pampow

Als Buslinien erreichen die Linien 5, 7, 8, 10, 11, 12 und 19 die Paulsstadt. Der Bahnhofsvorplatz und der Platz der Freiheit sind bedeutende Umsteigestationen in der Paulsstadt.
In der Paulsstadt befindet sich zudem der Hauptbahnhof.
Der Obotritenring ist die wichtigste, westliche Umfahrung der Paulsstadt mit den Anbindungen der Knaudtstraße / Werderstraße im Osten (Schelfstadt) und der Bundesstraße 104 nach Norden (Werdervorstadt), der Lübecker Straße nach Nordwesten (Weststadt, Lankow), der Wittenburger Straße nach Westen (Weststadt, Neumühle), der Rogahner Straße nach Südwesten (Görries, Krebsförden) und der Straße Ostorfer Ufer nach Süden (Feldstadt, Großer Dreesch). Weitere bedeutsame Straßen mit Wikipediaartikel sind: Alexandrinenstraße, Arsenalstraße, Wismarsche Straße
Die kleine Fähre Petermännchen am Pfaffenteich führt von der Paulsstadt zur Schelfstadt und ist ein touristisches Sommerangebot.